# اوریاهووو (استان خاسکوو)
اوریاهووو (به بلغاری: Oryahovo) یک منطقهٔ مسکونی در بلغارستان است که در استان خاسکوو واقع شده‌است.